# Флипсе, Маринус
Маринус Флипсе (нидерл. Marinus Flipse; 28 августа 1908, Виссенкерке, остров Норд-Бевеланд — 6 апреля 1997, Роттердам) — нидерландский пианист. На протяжении 54-летней исполнительской карьеры дал более 1500 концертов.

## Биография
Родился в семье портного Корнелиса Флипсе (1874—1941), игравшего также на органе в местной церкви. Первые уроки музыки получил у отца, затем учился в Роттердаме у старшего брата Эдуарда, впоследствии известного дирижёра. В восемнадцатилетнем возрасте продолжил образование в Париже под руководством Марты Жиро-Никерк (1875—1938), затем в Невшателе у Жоржа Юмбера. После этого Флипсе вернулся в Париж для занятий в Нормальной школе музыки у Альфреда Корто (фортепиано), Альбера Русселя и Луи Обера (композиция); здесь Флипсе познакомился с Мартой Анрио (1908—1991), также студенткой фортепианного отделения, которая позже стала его женой. Наконец для завершения образования музыкант отправился в Вену, где занимался в Венской академии музыки у Эмиля Зауэра и частным образом у Пауля Вайнгартена. Кроме того, для работы с произведениями Фридерика Шопена Флипсе брал уроки в Варшаве у Юзефа Турчинского.
Флипсе дебютировал на концертной сцене в 1929 году в Роттердаме, исполнив фортепианный концерт Эдварда Грига с Роттердамским филармоническим оркестром под управлением своего брата. До Второй мировой войны он выступал преимущественно в Нидерландах. В военные годы продолжал концертную деятельность, в том числе в рамках благотворительных концертов для организации «Зимняя помощь», основанной нацистскими оккупантами по германскому образцу; в вину пианисту впоследствии ставилось также выступление перед рейхскомиссаром Нидерландов Артуром Зейсс-Инквартом, однако то обстоятельство, что половина программы состояла из произведений Клода Дебюсси (при том, что музыкантам оккупированных территорий рекомендовалось ограничить исполнение французской музыки), расценивалось как умеренная фронда. В 1938—1941 гг. также преподавал в Амстердаме, а в 1942—1945 гг. в Зейсте.
После окончания войны Музыкальный суд чести (нидерл. Eereraad voor de Muziek) во главе с композитором Виллемом Пейпером запретил братьям Флипсе выступать в Нидерландах на два года. В связи с этим Флипсе покинул Нидерланды и с декабря 1946 года выступал как аккомпаниатор со скрипачом Жаком Тибо. За последующие семь лет дуэт дал около 450 выступлений по всему миру, включая концерт в Карнеги-холле 17 февраля 1947 года. Однако в 1953 году Флипсе отказался от совместного с Тибо турне по Вьетнаму, Индонезии и Японии как от плохо подготовленного, и это спасло ему жизнь, поскольку Тибо и его новый аккомпаниатор Рене Эрбен, вылетев на гастроли, погибли в авиакатастрофе. В течение последующих 20 лет, до 1973 года, Флипсе был постоянным аккомпаниатором другого выдающегося скрипача, Генрика Шеринга, вместе они гастролировали, в частности, в Японии и Австралии, несколько раз выступали на Зальцбургском фестивале. В следующее десятилетие Флипсе выступал лишь эпизодически и завершил музыкальную карьеру в 1983 году концертом с виолончелистом Самуэлем Бриллем. Последние пять лет жизни музыканта прошли в Роттердамском доме престарелых.
Маринусу Флипсе посвящены три фортепианных концерта, мировые премьеры которых он исполнил вместе с оркестром своего брата: Хенка Ситруна (1937), Йоханны Бордевейк-Рупман (1940) и Оскара ван Хемела (1942). Как специалист по французской музыке, он впервые в Нидерландах исполнил ряд сочинений своего учителя Русселя, Дариуса Мийо, Франсиса Пуленка и других авторов.